# 合鴨農法

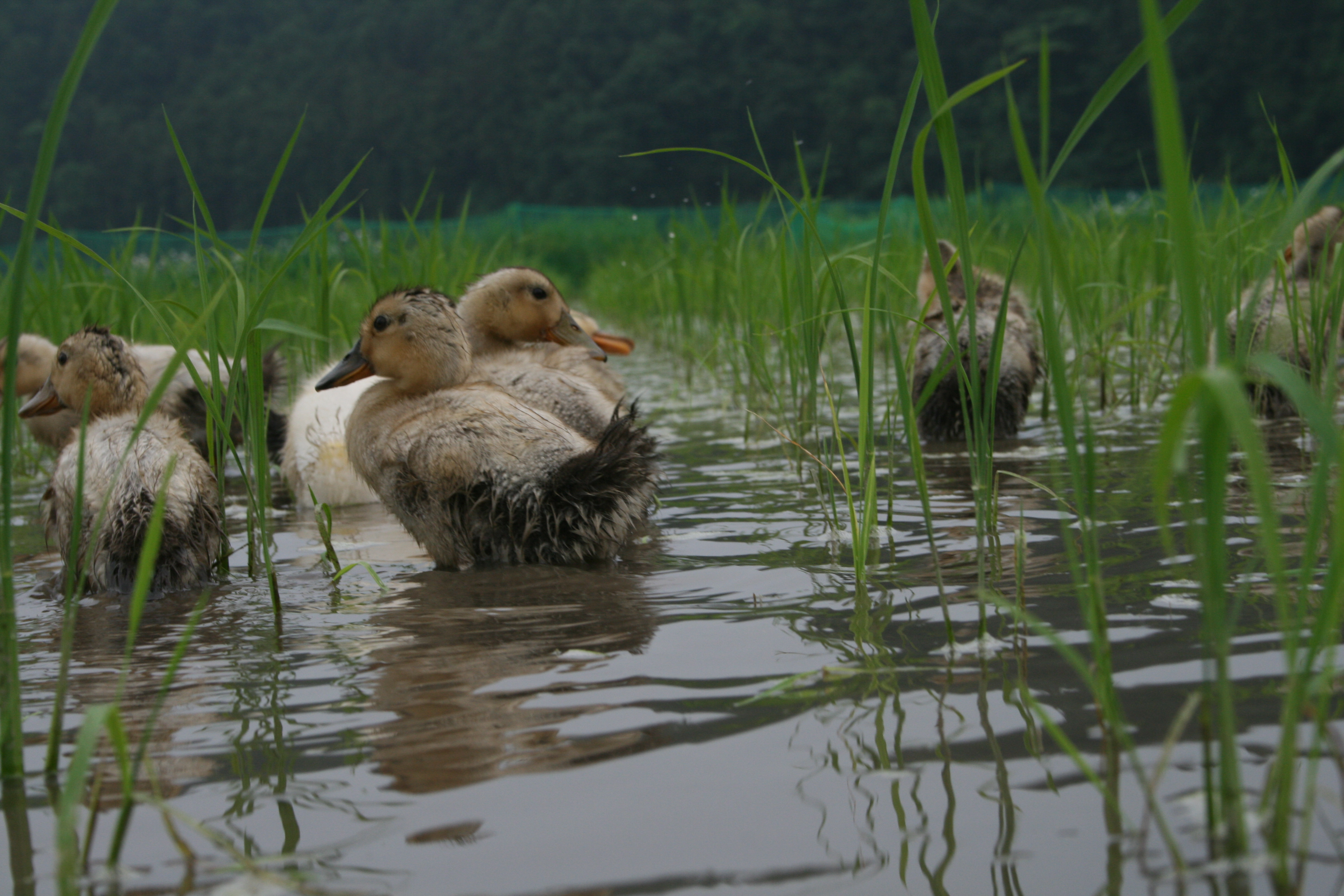
合鴨農法のために、水田に放たれたアイガモの若鳥

合鴨農法（あいがものうほう、アイガモ農法）は、アイガモを田に放って雑草や農業害虫を食べさせて駆除することによる有機農業（減農薬もしくは無農薬農法）。米作りでは合鴨稲作とも呼ばれる。アイガモの糞は肥料にもなる。

## 概要
稲作に使われるアイガモは、農家が育てるか購入するかした雛を、田植えまたは乾田に直播した種籾が発芽・成長して水を張った後に放鳥し、稲穂が実る頃に田から引き揚げる。これはアイガモが稲穂も食べてしまうのを防ぐためであり、アイガモはそのまま、あるいは逃げられないように囲われた場所での肥育後に処分され、鴨肉として消費される。このため畜産との複合農業とも言える。
役立ったアイガモを食肉にすることは「残酷」という声もあるが、合鴨農法の実践者は、動物を食べるという点では牛肉や豚肉などと同じであり、それらをスーパーマーケットなどで購入するより、命をいただいていることに気づかせてくれると説明している。養殖のアイガモを野生に放すことが禁止されているのも食肉処分の理由となっている。

## 歴史
日本には平安時代頃に中国大陸からアヒルやアイガモが渡来し、日本でも家禽として定着した。安土桃山時代には除虫と番鳥を兼ね、豊臣秀吉が水田でのアヒルの放し飼いを奨励したとされる。しかし、その後の江戸時代には、水禽を田に放つ技術は見られなくなった。
近代に入ると、飼料費の節減などを目的に水禽を水田・河川などで放し飼いにする事が推奨された。ただし、逃亡や鳥害を防ぐ必要があるため、実行に移されたかは定かでない。また、第二次世界大戦中・戦後の食糧難の時期にはアヒルなどの水禽を日中のみ水田に放す複合農業が愛知県や神奈川県で試行されたが、アイガモはまだ用いられていなかった。
除草剤の普及、特に稲作に農薬を使うようになった1950年代以降、徐々に衰退した。農家からの聞き取り調査によると、衰退理由として「除草剤・農薬・化学肥料の普及」「水禽を外敵から防御する為の手間が増加」「鴨肉需要が増加しなかった」などが挙げられている。また、アヒルが農薬で死ぬようになったために廃れたとする見解もある。

### アイガモ除草法
1985年、富山県福野町の兼業農家荒田清耕が、水田の生態系を保つ無農薬栽培の一環として実用的アイガモ除草法を確立。新聞・テレビで報道され、日本全国に認知される。1990年3月、荒田ら地元有志主催の「第一回 合鴨除草懇談会 」が富山県福光町で開催され、アイガモ農法を実践する動きが日本各地でも見られるようになった。
農業用ロボットの一種である水田用自動抑草ロボット（アイガモロボ）の開発、実証実験も進められ、製品として販売されている。

### 合鴨水稲同時作
福岡県桂川町の稲作有機農家である古野隆雄が1991年、「合鴨水稲同時作」を確立した。同じ1991年には全国合鴨水稲会が設立された。古野隆雄は1988年に富山県の置田敏雄から「合鴨除草法」を教えられ、イノシシ用の電気柵を野犬用として応用するなど他のアイデアを発展させるとともに独自にこの技術を開発していった。アジアでは昼間にアヒルを放し飼いにし、草や虫を食べさせることは広く行われてきたが、合鴨水稲同時作では合鴨を飼う水田を囲い込み、稲作と畜産を同時に行い、効率性も獲得した。古野は2003年から稲作を乾田直播に切り替え、5月中旬に種籾を播いてから6月中旬にアイガモを放鳥する間は、稲より根が浅い雑草だけを刈り取れる、熊手をヒントに独自開発した機具「ホウキング」を使うことで、除草剤を使わないようにしている。
古野はパーマカルチャーの支持者であるビル・モリソンと出会い、古野の著書は英訳されて『The Power of Duck Integrated Rice and Duck Farming』として2001年に刊行され、海外でも知られるようになった。これにより古野は世界経済フォーラム総会（ダボス会議）に2002年から、世界に貢献した社会起業家の一人として招かれた。さらに古野はこの技術を中国、韓国、ベトナム、フィリピン、インドネシア、キューバに伝播普及させた。古野は2007年、九州大学に博士論文『アジアの伝統的アヒル水田放飼農法と合鴨水稲同時作に関する農法論的比較研究 ―囲い込みの意義に焦点をあてて―』を提出して博士号を取得した。

### 岡山大学方式
1994年、岸田芳朗ら岡山大学農学部附属山陽圏フィールド 科学センターは、カモによる水稲穂食害の問題などを抱える合鴨農法の研究を開始し、出穂後も水田内でカモ飼育を可能にする生産システムを開発した。1998年からは、水禽類の0日齢ヒナの耐水性を研究、0日齢ヒナ放飼システムも開発、2004年にはこの方式の有効性を岡山県北部の寒冷地帯の水田で実証した。
2006年から中国江蘇省興化市で0日齢ヒナ放飼を実験し、生存率は95%という結果を得た。

## 合鴨農法の効用
- アイガモを放飼することにより、雑草や害虫を餌として食し、排泄物が稲の養分となり、化学肥料、農薬の不使用によるコストの低減および、化学肥料による稲の弱体化を回避出来、病虫害の低減を図れる。
- アイガモが泳ぐことにより土が攪拌され水中の光が遮られて雑草の繁殖が抑えられる[12]、根を刺激して肥料分の吸収が良くなるなど、中耕により稲穂の成長を促進する効果がある。
- アイガモが水田にいる様子を見せる事で、毒性の高い殺虫剤などが使用されていないことを分りやすく提示できる[13]。
- 肥料や農薬を十分に使用できず、農業機械（農機）の導入も困難な環境においては、アイガモが肥料の提供と害虫駆除の役割を果たすことで収穫量が格段に上がり、手作業の重労働からも解放されるため、特に発展途上国から注目されている[14]。

## 合鴨農法の課題
- 猛禽類、カラス、肉食獣（タヌキ、イタチ、キツネ）など外敵の侵入、およびアイガモの逃亡を防ぐために防鳥糸や柵で囲む必要がある[15]。
- 放飼までの雛の時期に保温や給餌、馴致などを行なう必要がある。また、その後も補助飼料の補給、低気温の時期には保温など、飼育には手間を要する。
- 日本を含めた先進国で主流である、化学肥料や農薬を大量に使用し、農機に頼ることを前提とした農法に対しては、一般的には収穫が下がる。なお、アイガモ農法の第一人者である古野隆雄では同等程度の収穫とされる。
- 放飼後も、昆虫や雑草のみでは栄養が不十分であるために、餌を与える必要がある。

### 害虫防除
害虫などの防除については、ウンカ類やスクミリンゴガイ（ジャンボタニシ）を顕著に抑制する一方で、ツマグロヨコバイなどに対しては効果が見られない。日本の農林水産省は、2002年の農薬取締法の改正に際し、アイガモは雑草も稲も無分別に摂食するために、同法が定義する農作物を害する害虫や雑草を防除するものではないという見解を示した。

### 生物相などへの影響

#### 捕食圧
北海道追分町（現・安平町）のアイガモ農法による水田と慣行水田とを比較したところ、アイガモ投入によって水田土壌の巻上げや攪拌による懸濁物質やリン、糞尿によるアンモニア態窒素およびその酸化による硝酸態窒素が増加し、これは栄養塩類となる。しかし、マツモムシ、トンボ科アカネ属幼虫、アオイトトンボ科幼虫はアイガモ水田で減少し、ニホンアマガエル幼生、ドジョウ科、ミズムシ科はアイガモ引き上げ後に急増した。これの減少はアイガモによる捕食圧、増加は捕食圧がなくなったことによるものとされる。

#### 外来種アゾラ（アカウキクサ）
1993年からアイガモの餌や田面被覆による雑草抑制を目的として水生シダ類のアゾラ（アカウキクサの仲間）を取り入れた「アゾラ－アイガモ農法」が行われてきた。アゾラは生育初期の水稲に付着することで倒伏の原因にもなる。また、在来種のアカウキクサ (A. imbricata) とオオアカウキクサ (A.japonica) は夏の高温に弱く、2000年には絶滅危惧種とされた。そのため外来種のアゾラが使用されるようになった。しかし、異常増殖や、絶滅危惧種である在来種の駆逐や交雑による遺伝的撹乱、遺伝子汚染など生態系と遺伝的多様性への悪影響が危惧され、2005年6月に外来生物法によってアカウキクサ属のうちオオアカウキクサ節のA. microphylla、A. mexicana、A. carolinianaを統合したアゾラ・クリスタータ (A.cristata) は特定外来生物に指定された。とくに北米産のA. filiculoidesは、日本産オオアカウキクサの大和型と近縁であり、日本への導入を避けるべきとされる。なお、アゾラ・クリスタータの天敵はミズノメイガである。
2011年には大阪城の堀や岡山県南部の溜池などで水面が赤く染まる現象が観察され、外来種と在来種の交雑による雑種アゾラが「アゾラ－アイガモ農法」による水田から逸出したものとされ、アカウキクサ類によるアレロパシーが実験で確認されており、生態系や生物多様性への悪影響、遺伝性汚染が懸念されている。

### 鴨肉の出荷先確保
日本ではアイガモ肉の消費量が少ないために出荷ルートの確保も課題となっている。

### コスト
アイガモの雛の購入代金（2006年時点で1羽400円ほど）、捕食されるロスや餌代（除草、害虫だけでは食欲を満たさないため）を差し引くと利益は少ない。買取価格が低い理由には、販路が少ないことや処理費（アイガモは水鳥であるために羽が抜けにくく手間がかかる）が高いことが挙げられる。

## 主な研究者
- 徳野貞雄―熊本大学教授

## 類似農法
中国貴州省の少数民族トン族は水田に魚やアヒルを放つ合鴨農法と同じことを記録上確認できるだけでも千年以上前から実践しており、国連食糧農業機関が世界重要農業遺産システムに認定している。
アイガモに代わって農業用ロボットを使う試みも研究されている。